# Cantone di Haut-Périgord noir
Il Cantone di Haut-Périgord noir è una divisione amministrativa dell'arrondissement di Périgueux e dell'arrondissement di Sarlat-la-Canéda.
È stato costituito a seguito della riforma approvata con decreto del 21 febbraio 2014, che ha avuto attuazione dopo le elezioni dipartimentali del 2015.

## Composizione
Comprende i seguenti 34 comuni:
- Ajat
- Auriac-du-Périgord
- Azerat
- La Bachellerie
- Badefols-d'Ans
- Bars
- Beauregard-de-Terrasson
- Blis-et-Born
- Boisseuilh
- Le Change
- La Chapelle-Saint-Jean
- Châtres
- Chourgnac
- Coubjours
- Fossemagne
- Gabillou
- Granges-d'Ans
- Hautefort
- Le Lardin-Saint-Lazare
- Limeyrat
- Milhac-d'Auberoche
- Montagnac-d'Auberoche
- Nailhac
- Peyrignac
- Saint-Antoine-d'Auberoche
- Saint-Rabier
- Sainte-Eulalie-d'Ans
- Sainte-Orse
- Sainte-Trie
- Teillots
- Temple-Laguyon
- Thenon
- Tourtoirac
- Villac